# Умнягін Михайло Григорович
Михайло Григорович Умнягін (21 листопада 1907, село Мала Хлєбєнка Михайловського повіту Рязанської губернії, тепер Московської області, Російська Федерація — ?, місто Москва, тепер Російська Федерація) — радянський інженер-машинобудівник.

## Життєпис
Народився в селянській родині. Трудову діяльність розпочав у 1927 році робітником фабрики.
У 1932 році закінчив чотири курси Автомеханічного інституту. 
З липня 1932 року служив у Червоній армії.
У 1934 році закінчив Військову академію механізації та моторизації РСЧА.
У 1934—1941 роках — інженер, начальник відділу № 4 Кіровського заводу в Ленінграді.
Член ВКП(б) з 1940 року.
У 1941—1943 роках — головний інженер, заступник директора Уралмашзаводу в місті Свердловську.
У 1943—1948 роках — директор Бузулуцького машинобудівного заводу імені Куйбишева Чкаловської області.
У 1948—1949 роках — директор Ново-Краматорського заводу важкого машинобудування імені Сталіна Сталінської (Донецької) області.
У 1949 — після 1971 року — директор Всесоюзного проєктно-технологічного інституту важкого машинобудування (Оргважмаш).
Подальша доля невідома.

## Основні праці
- Прогресивні технологічні процеси у важкому машинобудуванні: (Досвід ВПТІважмашу). Москва: НДІінформважмаш, 1967. 103 с.
- Комплексна механізація виробництва зварних конструкцій на Уралмашзаводі /Н. Рижков, М. Умнягін. Москва, 1967. 56 с.

## Звання
- інженер-капітан

## Нагороди
- два ордени Трудового Червоного Прапора (7.05.1940, 1966)
- два ордени Червоної Зірки (19.09.1941, 20.01.1943)
- орден «Знак Пошани» (1945)
- медаль «За оборону Ленінграда»
- Сталінська премія (1952) — за освоєння виробництва підшипників рідинного тертя для прокатних станів.
- Державна премія СРСР (1969) — за участь у створенні та впровадженні комплексно-механізованого показового зварювального виробництва в унікальному блоці цехів зварних машинобудівних конструкцій Уралмашзаводу